# Admiraal de Ruyter (Schiff, 1811)
Die Admiraal de Ruyter war ein 80-Kanonen-Linienschiff der Wreeker-Klasse der holländischen (1808–10), französischen (1810–1814) und später niederländischen Marine (1814–1818), das nach dem Admiral Michiel de Ruyter benannt wurde.

## Geschichte
Die spätere Admiraal de Ruyter wurde am 2. Februar 1806 auf der Marinewerft in Amsterdam auf Kiel gelegt und von König Louis Napoleon getauft. Nach dieser Taufe stellte man fest, dass ein Schwesterschiff der Admiraal de Ruyter, welches seit 1804 auf der Marinewerft in Rotterdam gebaut wurde, ebenfalls den Namen Admiraal de Ruyter trug. Dieses Schiff wurde daher am 15. Juli 1806 – zwei Tage vor seinem Stapellauf – in Admiraal Piet Hein und am Tage seines Stapellaufs in Rotterdam umbenannt.
Der Stapellauf des Schiffes erfolgte am 9. November 1808. Es wurde unter französischer Flagge als De Ruyter in Dienst gestellt, nachdem einige Jahre zuvor das Königreich Holland seine Unabhängigkeit verloren hatte.
Nach der wiedererlangten niederländischen Unabhängigkeit wurde das Schiff wieder in Admiraal de Ruyter umbenannt und 1815 mit einem Konvoi nach Niederländisch-Indien geschickt, um die dortigen Kolonien von den Briten zu übernehmen. Dort wurde 1816 der schlechter Zustand des Schiffes festgestellt. In der Folge wurde es von der kolonialen niederländischen Marine übernommen und als Wachtschiff vor Soerabaja eingesetzt. Die Admiraal de Ruyter wurde 1818 endgültig ausgemustert und abgebrochen.